# Autodrom Soči
Autodrom Soči (ruski: Сочи Автодром) je staza Formule 1 smještena u gradu Soči u Rusiji kraj Crnog mora. 

## Vanjske poveznice
|  | Zajednički poslužitelj ima još gradiva o temi Autodrom Soči |

- Najava VN Rusije – Sochi International Street Circuit Konfiguracija staze Objavljeno 26. rujna 2018. Pristupljeno 30. rujna 2018.